# Raffaello Mascetti

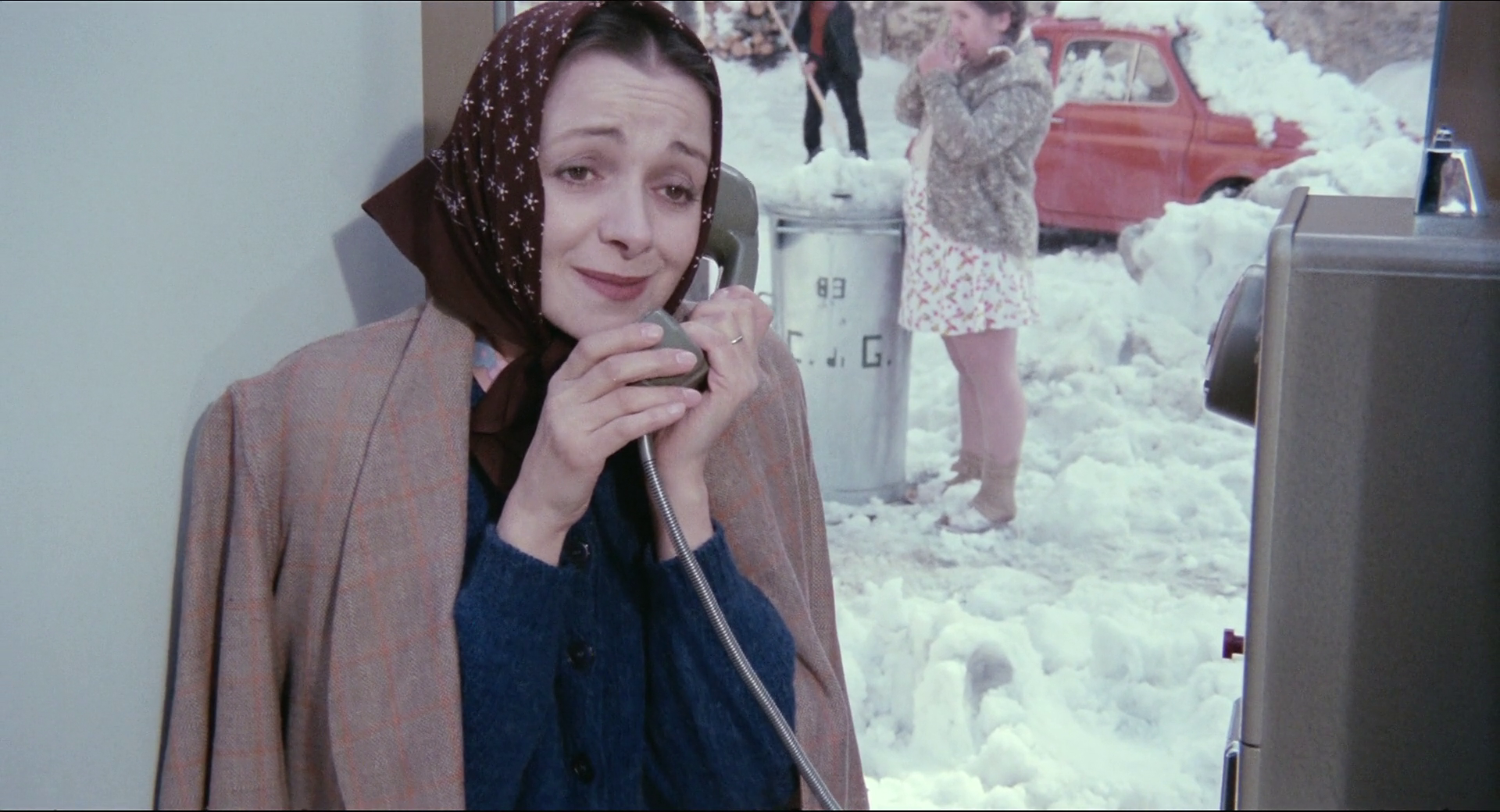
Alice Mascetti moglie del conte e la figlia Melisenda, "Mela" (a destra) a Gavinana

Raffaello Mascetti è un personaggio della serie di film Amici miei, interpretato da Ugo Tognazzi.

## Biografia
Il conte Raffaello Mascetti, detto Lello, nasce a Firenze, presumibilmente nel 1922, da una nobile famiglia toscana, presente nelle cronache fiorentine fin dal 1191. Abituato al lusso e alla nobiltà fin da bambino, supportato economicamente dagli amici una volta caduto in disgrazia, il Mascetti si fregerà sempre del titolo di conte senza mai lavorare un solo giorno in vita sua, arrotondando solamente con la vendita di enciclopedie e con qualche stratagemma, come la vendita dei diritti sulla sua gamba rotta a uno strozzino.
Il conte, infatti, non ha mai perso la sua proverbiale signorilità - l'unico spicciolo dato in mancia al guardiano del cimitero per avergli custodito la macchina - senza tuttavia potersela permettere; sposatosi con la moglie, anche lei, presumibilmente, nobile o comunque benestante, sperpera non solo il suo pluricentenario patrimonio, ma anche quello della consorte ("fino a 21 anni mi sono fatto vestire e spogliare dal cameriere; il conte Lello Mascetti s'è fatto un viaggio di nozze di tre anni e mezzo con moglie e un orso di due metri al guinzaglio").
Rimasto senza più neanche una lira spedisce la moglie e la figlia a Gavinana, paese natale di Alice, da tale Batacchi. Intanto, mentre le "villeggianti" vivono fra la neve in due stanze, il conte Mascetti è ospitato con la giovanissima amante Titti prima dal Necchi - ed è cacciato dalla Carmen - poi dal Perozzi - ed è cacciato dallo stesso amico dopo una lite fra lui e la Titti che distrugge la stanza di Luciano - infine dal Melandri. Scopertosi "becco di una bella biondina", in quanto la Titti ha una relazione lesbica con una compagna, decide di far tornare la famiglia a Firenze.
Gli amici decidono di aiutarlo, contribuendo con quasi due terzi dell'affitto di un monolocale squallido, anch'esso per la sua condizione decaduta assolutamente irraggiungibile. Frattanto continua la relazione con la Titti; scoperto dal padre di lei, Colonnello Ambrosio, questi confessa la relazione adulterina alla moglie del conte, la quale tenta di suicidarsi col gas. Il Mascetti tenta così di concludere la relazione, ma alla fine non vi riesce.
Comunque, già qualche anno più tardi, la Titti è completamente uscita di scena; difficile è, da questo punto, determinare l'ordine cronologico della vita del Mascetti, a causa delle incongruenze del secondo capitolo della saga. Infatti, nel primo film sembra che l'avventura amorosa con la Titti e il rientro delle villeggianti avvenga poco prima dell'incontro col Sassaroli.
In ogni modo, il Mascetti, in una costante povertà, nel 1966-'67 approfitta del momentaneo abbandono del Perozzi da parte della moglie, e del fatto che questi mal tollera la presenza del figlio, per prendere lui in custodia il giovane Luciano per 150.000 lire al mese. Tutto ciò costerà al Mascetti uno smacco bruciante da parte di Luciano; nel diario che "la signora maestra [...] fa tenere alla fine di ogni giornata" agli alunni, dopo aver tratteggiato l'ambiente squallido dove il Mascetti vive ("lui per fare il conte chiama castello un aggeggio di tre loculi"), la sua atroce povertà e la sua misera famiglia ("la moglie, una donnetta secca e rifinita come il suo nome, Alice", e una bambina "andicappata"), conclude; "io dico che codesto conte o è un gran bugiardo o s'è ridotto proprio come un disperato". Fingendosi imperturbabile, ma essendosi guardato attorno ad ogni passaggio del diario, per riscontrare la sua miserrima condizione, prima di scoppiare a piangere dichiarerà: "bravo, 10 e lode".
Negli anni ottanta la figlia viene violentata mentre sparecchia i tavoli da un certo Giovannone, un sottocuoco. Lo stupro ha fatto sì che Mela rimanesse incinta, provocando un nuovo tentato suicidio collettivo col gas di Alice, non riuscito in quanto il gas era stato tagliato ai Mascetti per non aver pagato le bollette. Per prima cosa il Mascetti si rivolge al Sassaroli, per far abortire Mela. Ai suoi danni il Sassaroli intraprenderà una burla con il Necchi e il Melandri, testimoni per accertarsi del consenso di Mela all'aborto. Consenso che non viene rilasciato; gli amici, con Alice e Mela, si recano alla mensa dove Mela "sparecchiava". Giovannone si rivela un uomo volgare e assolutamente poco raccomandabile. Dopo una supercazzola ai suoi danni, il Mascetti decide di dare il suo nome al "bastardo": il futuro conte Mascetti si chiamerà come il nonno.
Poco più tardi il Mascetti viene colpito da un ictus, che lo lascerà paralizzato a vita. Con qualche imbroglio del Melandri al Comune di Firenze e del Sassaroli alla mutua, riceve una pensioncina d'invalidità, nonostante mai il Mascetti abbia lavorato in vita sua. Il Sassaroli gli dona anche un casalino tra Lucca e Pisa, dove il Mascetti si accinge a passare il resto della sua vita. La moglie è contenta perché "non può più scappare, lo ha tutto per sé"; anche la figlia è contenta con il suo poppante. Poco dopo, tuttavia, la moglie morirà, e la figlia rimarrà probabilmente con il figlio nel casalino; il Mascetti verrà prelevato dagli amici e affidato ad una clinica di ricovero per anziani, che poco a poco vedrà ricoverati, l'uno dopo l'altro, anche gli altri zingari, con l'unica eccezione del Sassaroli che tuttavia comprerà lui stesso la villa sede dell'ospizio, dopo aver venduto la clinica, essendosi accorto per tempo di "essere rincoglionito". Gli amici sono così finalmente riuniti tutti assieme per escogitare le ultime zingarate della vecchiaia.

## Influenze culturali
- Il 18 aprile 2013, nel corso della prima votazione per l'elezione del Presidente della Repubblica Italiana, un grande elettore ha ironicamente indicato il nome "Raffaello Mascetti", suscitando un breve momento di ilarità durante lo scrutinio[2].
- A Firenze, nel luglio 2001, i tifosi della ACF Fiorentina esposero uno striscione sotto la villa dell'allora ex presidente Vittorio Cecchi Gori, alludendo che "Ti sei ridotto come il Conte Mascetti. Firmi assegni a voto!"